# Zarządzanie infrastrukturą informatyczną
Zarządzanie infrastrukturą informatyczną - proces administracji sprzętem komputerowym, systemami operacyjnymi i topologią sieci komputerowej, jakie leżą w zakresie obowiązków administratora danego systemu. Może to być fragment obowiązków administratora sieci, chociaż częściej jest to osobne stanowisko.
Do zadań administratora infrastruktury informatycznej mogą zaliczać się:
- Umiejscowienie sprzętu (szafy serwerowe, serwery w szafach, serwery wolno stojące, przełączniki, routery, stacje klienckie, monitory itp.),
- Instalacja węzłów dystrybucyjnych,
- Zapewnienie zasilania dla sprzętu,
- Umiejscowienie okablowania sieciowego,
- Dokumentacja elementów składowych komputerów (procesory, pamięć RAM, karty sieciowe i graficzne, itp.),
- Określanie specyfikacji sprzętu na podstawie wymogów aplikacji i oprogramowania,
- Zarządzanie maszynami wirtualnymi i Hypervisorami,
- Identyfikacja wadliwych elementów sieciowych,
- Inne.